# Czarna Kotelnica
Czarna Kotelnica (słow. Čierna Kotolnica, niem. Schwarze Kesselkoppe, węg. Fekete-Katlanos) – wznosząca się na wysokość 1963 m dwuwierzchołkowa czuba skalna w grani Liptowskich Murów, będącej fragmentem grani głównej Tatr. Znajduje się między Niżnią Czarną Ławką (Nižná Čierna lávka, 1950 m) i Czarną Ławka (Čierna lávka, 1968 m) w grani, którą biegnie granica polsko-słowacka. Stoki północne opadają ścianką, niżej stromym zboczem do kotła Czarnego Stawu w Dolinie Pięciu Stawów Polskich. Stoki południowe tylko w górnej części są skaliste, niżej łagodniejsze, piarzysto-trawiaste. Opadają do górnej części słowackiej Doliny Koprowej.
W gwarze podhalańskiej słowo kotelnica pierwotnie oznaczało kotlinę lub inne terenowe zagłębienie, później kotelnicą zaczęto nazywać miejsce kocenia się i zimowania owiec. Kartografowie przenieśli tę nazwę na nazwę grani Kotelnica, a od niej utworzono nazwę Czarna Kotelnica i liczne inne nazwy w tej grani.

## Przypisy

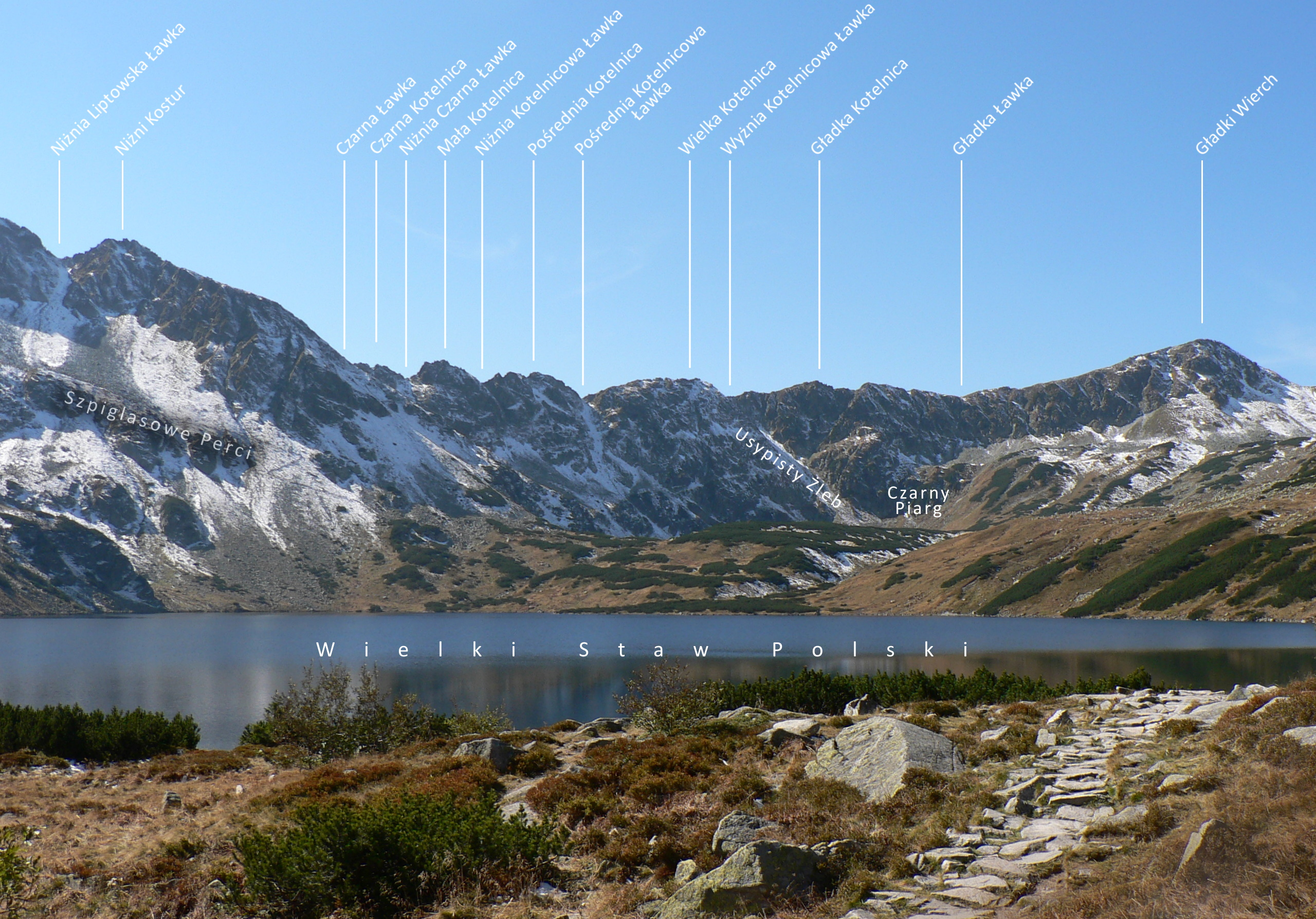
Kotelnica, widok z Doliny Pięciu Stawów Polskich